# Liste der Ministerpräsidenten von Iran
Die Liste der Ministerpräsidenten von Iran enthält die iranischen Ministerpräsidenten beziehungsweise Premierminister von Iran ab der Konstitutionellen Revolution 1906.

## Mozaffar ad-Din Schah
- Abdol Majid Mirza Eyn-al-Dowleh (24. Januar 1904–5. August 1906)

### Erste Legislaturperiode (7. Oktober 1906 bis 23. Juni 1908)
- Nasrollah Khan Moshir al Dowleh (29. August 1906–18. Februar 1907)

## Mohammed Ali Schah
- Kabinett ohne Premierminister (20. März 1907–3. Mai 1907)
- Ali Asghar Khan Atabak Amin-al Soltan (1. Mai 1907–31. August 1907, ermordet)
- Nasrollah Khan Moshir al Dowleh (9. September 1907–13. September 1907)
- Abolqasem Naser al Molk (25. Oktober 1907–21. Dezember 1907)
- Nadschaf Qoli Chan Samsam al-Saltane (21. Dezember 1907 – Mai 1908)
- Morteza Qoli Chan Hedayat (Mai 1908–7. Juni 1908)
- Moshir al Saltaneh (7. Juni 1908–29. April 1909)
- Kamran Mirza (29. April 1909–3. Mai 1909)
- Saad al Dowleh (3. Mai 1909–16. Juli 1909)

## Ahmad Schah

### Zweite Legislaturperiode (14. September 1909 bis 20. Dezember 1911)
- Abolqasem Naser al Molk (16. Juli 1909–6. Oktober 1909)
- Mohammad Vali Khan Sepahsalar Tonekaboni (6. Oktober 1909 – Juli 1910)
- Hassan Mostofi (23. August 1910–18. Juli 1911)
- Mohammad Vali Khan Sepahsalar Tonekaboni (19. Juli – 26. Juli 1911)
- Nadschaf Qoli Chan Samsam al-Saltane (2. September 1911–1. Februar 1912)
- Mohammad Vali Khan Sepahsalar Tonekaboni (2. Februar 1912 – Dezember 1912)
- Saad al Dowleh (23. Dezember 1912–11. Januar 1913)
- Mohammad Ali Khan Ala al-Saltaneh (11. Januar 1913–1. Juli 1914)

### Dritte Legislaturperiode (6. Dezember 1914 bis 3. November 1915)
- Hassan Mostofi (1. Juli 1914 – Februar 1915), Demokraten
- Abdol Hossein Mirza Farmanfarma (Februar 1915 – April 1915)
- Hassan Mostofi (April 1915 – Juli 1915), Demokraten
- Abdol Majid Mirza Eyn-al-Dowleh (Juli 1915–18. August 1915)
- Hassan Mostofi (18. August 1915–25. Dezember 1915), Demokraten
- Abdol Hossein Mirza Farmanfarma (25. Dezember 1915 – März 1916)
- Mohammad Vali Khan Sepahsalar Tonekaboni (März 1916 – Mitte August 1916)
- Hassan Vosough (Vosough al Dowleh) (Mitte August 1916 – Mai 1917)
- Mohammad Ali Khan Ala al-Saltaneh (11. Juni 1917 – November 1917)
- Abdol Majid Mirza Eyn-al-Dowleh (November 1917 – Mai 1918)
- Nadschaf Qoli Chan Samsam al-Saltane (Mai 1918 – August 1918)
- Hassan Vosough (Vosough al Dowleh) (August 1918–25. Juni 1920)
- Hassan Pirnia (Moshir al Dowleh) (25. Juni 1920 – Oktober 1920)
- Fathollah Akbar Sepahdar (Oktober 1920–21. Februar 1921)
- Seyyed Zia al Din Tabatabai (25. Februar 1921–23. Mai 1921)

### Vierte Legislaturperiode (22. Juni 1921 bis 21. Juni 1923)
- Ahmad Qavām (Qavam al Saltaneh) (28. Mai 1921–24. Januar 1922)
- Hassan Pirnia (24. Januar 1922–25. Mai 1922)
- Ahmad Qavām (Qavam al Saltaneh) (11. Juni 1922–26. Januar 1923)
- Hassan Mostofi (30. Januar 1923–15. Juni 1923)
- Hassan Pirnia (15. Juni 1923–23. Oktober 1923)

### Fünfte Legislaturperiode (12. Februar 1924 bis 10. Februar 1926)
- Reza Khan Sardar Sepah (28. Oktober 1923–1. November 1925)

## Reza Schah Pahlavi
- Mohammad Ali Foroughi (1. November 1925–13. Juni 1926)

### Sechste Legislaturperiode (10. Juli 1926 bis 13. August 1928)
- Hassan Mostofi (13. Juni 1926–2. Juni 1927)

### Siebte Legislaturperiode (6. Oktober 1928 bis 5. November 1930) – Achte Legislaturperiode (15. Dezember 1930 bis 14. Januar 1933)
- Mehdi Qoli Khan Hedayat Mokhber al Saltaneh (2. Juni 1927–18. September 1933)

### Neunte Legislaturperiode (15. März 1933 bis 10. April 1935)
- Mohammad Ali Foroughi (18. September 1933–3. Dezember 1935)

### Zehnte Legislaturperiode (6. Juni 1935 bis 12. Juni 1937) – Elfte Legislaturperiode (11. September 1937 bis 18. September 1939)
- Mahmud Dscham (3. Dezember 1935–26. Oktober 1939)

### Zwölfte Legislaturperiode (25. Oktober 1939 bis 30. Oktober 1941)
- Ahmad Matin-Daftari (26. Oktober 1939–26. Juni 1940)
- Radschab Ali Mansur (26. Juni 1940–28. August 1941)

## Mohammad Reza Schah Pahlavi

### Dreizehnte Legislaturperiode (13. November 1941 bis 23. November 1943)
- Mohammad Ali Foroughi (23. September 1941–7. März 1942), Partei der nationalen Wiedererweckung (Hezb-e Tajaddod)
- Ali Soheili (9. März 1942–6. August 1942)
- Ahmad Qavām (9. August 1942–14. Februar 1943), Demokratische Partei Irans (Hezb-e Demokrat-e Iran)[1]
- Ali Soheili (14. Februar 1943–27. März 1944)

### Vierzehnte Legislaturperiode (26. Februar 1944 bis 11. März 1946)
- Mohammad Sa’ed Maraghei (28. März 1944–11. November 1944)
- Morteza Gholi Bayat (25. November 1944–2. Mai 1945)
- Ebrahim Hakimi (12. Mai 1945–6. Juni 1945), Fortschrittspartei (Hezb-e Taraqqi)
- Mohsen Sadr (12. Juni 1945–14. Oktober 1945)
- Ebrahim Hakimi (29. Oktober 1945–20. Januar 1946), Fortschrittspartei (Hezb-e Taraqqi)

### Fünfzehnte Legislaturperiode (17. Juli 1947 bis 28. Juli 1949)
- Ahmad Qavām (27. Januar 1946–10. Dezember 1947), Demokratische Partei Irans (Hezb-e Demokrat-e Iran)
- Ebrahim Hakimi (Dezember 1947 – Juni 1948), Fortschrittspartei (Hezb-e-Taraqqi)
- Abdolhossein Hazhir (13. Juni 1948–5. November 1948, später ermordet von einem Mitglied der Fedajin-e Islam)

### Sechzehnte Legislaturperiode (9. Februar 1950 bis 18. Februar 1952)
- Mohammad Sa’ed Maraghei (8. Dezember 1948–27. März 1950)
- Radschab Ali Mansur (13. April 1950–26. Juni 1950)
- Hadsch Ali Razmara (4. Juli 1950–7. März 1951, ermordet von einem Mitglied der Fedajin-e Islam)
- Hossein Ala (15. März 1951–28. April 1951)

### Siebzehnte Legislaturperiode (25. April 1952 bis 19. Dezember 1953)
- Mohammad Mossadegh (28. April 1951 – Juli 1952), Nationale Front (Dschebhe-ye Melli Iran)
- Ahmad Qavām (16. Juli – 21. Juli 1952), Demokratische Partei Irans (Hezb-e Demokrat-e Iran)
- Mohammad Mossadegh (27. Juli 1952–18. August 1953, verhaftet und später unter Hausarrest gestellt), Nationale Front (Dschebhe-ye Melli Iran)

### Achtzehnte Legislaturperiode (18. März 1954 bis 15. April 1956)
- Fazlollah Zahedi (19. August 1953–7. April 1955)

### Neunzehnte Legislaturperiode (31. Mai 1956 bis 19. Juni 1960)
- Hossein Ala (7. April 1955 – April 1957)
- Manutschehr Eghbal (4. April 1957–7. August 1960), Nationalisten (Melliyoun)

### Zwanzigste Legislaturperiode (21. Februar 1961 bis 9. Mai 1961)
- Dschafar Scharif-Emami (31. August 1960–4. Mai 1961), Nationalisten (Melliyoun)
- Ali Amini (6. Mai 1961–9. Juli 1962), Demokratische Partei Irans (Hezb-e-Demokrat-e Iran)

### Einundzwanzigste Legislaturperiode (6. Oktober 1963 bis 5. Oktober 1967)
- Asadollah Alam (19. Juli 1962–7. März 1964), Volkspartei (Mardom)
- Hassan Ali Mansour (März 1964–27. Januar 1965, ermordet von einem Mitglied der Fedajin-e Islam), „Partei Neues Iran“ (Iran Novin)

### Zweiundzwanzigste Legislaturperiode (6. Oktober 1967 bis 30. August 1970) – Dreiundzwanzigste Legislaturperiode (31. August 1970 bis 7. September 1974) – Vierundzwanzigste Legislaturperiode (8. September 1974 bis 11. Februar 1979)
- Amir Abbas Hoveyda (27. Januar 1965–5. August 1977), „Partei Neues Iran“ ab 1975 (Rastachiz-Bewegung)
- Dschamschid Amusegar (August 1977–26. August 1978), (Rastachiz-Bewegung)
- Dschafar Scharif-Emami (27. August 1978–6. November 1978), (Rastachiz-Bewegung)
- Gholam Reza Azhari (6. November 1978–31. Dezember 1978), Militärregierung
- Schapur Bachtiar (4. Januar 1979–11. Februar 1979 (offizieller Rücktritt)), Nationale Front (Dschebhe-ye Melli Iran)

## Ruhollah Chomeini
Das Madschles Schora Melli wird zu Gunsten eines Madschles Schora Eslami, mit erheblich eingeschränkten parlamentarischen Rechten, abgeschafft.
- Mehdi Basargan (5. Februar 1979–6. November 1979) Iranische Freiheitsbewegung (Nehzat-e Azadi-ye Iran)
- Mohammad Ali Radschāʾi (12. August 1980–4. August 1981) ermordet, Islamisch-Republikanische Partei (Hezb-e Jomhouriy-e Eslami)
- Mohammad Dschawad Bahonar (4. August 1981–30. August 1981) ermordet, Islamisch-Republikanische Partei
- Mohammed Reza Mahdavi-Kani (2. September 1981–31. Oktober 1981) Islamisch-Republikanische Partei
- Mir Hossein Mussawi (31. Oktober 1981–3. August 1989) Islamisch-Republikanische Partei

Das Amt des Premierministers wird abgeschafft.